# سیارک ۴۹۹۴
سیارک ۴۹۹۴ (به انگلیسی: 4994 Kisala، نامگذاری:1983RK3) چهار هزار و نهصد و نود و چهارمین سیارک کشف شده‌است که در ۱ سپتامبر ۱۹۸۳ کشف شد.
قدر مطلق سیارک برابر ۲۹.۵ است.